# Nacionalno-liberalna stranka (Rumunjska)
Nacionalno-liberalna stranka je jedna od glavnih stranaka u Rumunjskoj i ujedno najstarija politička stranka u zemlji. 
Pod tim imenom osnovana je 24. svibnja 1875. Od 87 vlada Rumunjske, 30 su vodili liberalni premijeri. Ime i povijest Nacionalno-liberalne stranke vezani su uz najvažnije događaje u modernoj povijesti Rumunjske: uspostavu ustavne monarhije (1866.), stjecanje državne neovisnosti (1877.), podizanje Rumunjske na rang kraljevstva (1881.), integracijski rat i stvaranje Velike Rumunjske (1918.), donošenje Ustava 1923. te gospodarski oporavak nakon krize 1929. – 1933. Kroz to razdoblje liberalizam je postao ideološki temelj na kojem je izgrađena moderna Rumunjska.

## Vanjske poveznice
|  | Zajednički poslužitelj ima još gradiva o temi Nacionalno-liberalna stranka (Rumunjska) |